# Thomas Ott
Thomas Ott, pseudonym t.o.t.t., (10. června 1966 Curych) je švýcarský komiksový autor, filmař a hudebník.
Učil se do roku 1987 na Schule für Gestaltung Zürich grafický design. Poté se začal živit jako komiksový kreslíř a ilustrátor v švýcarských, německých a francouzských časopisech. První kniha mu vyšla v roce 1989 pod názvem Tales of Error. Mezi lety 1998–2001 studoval film na Hochschule für Gestaltung und Kunst Zürich a studium zakončil patnáctiminutovým filmem Sjeki vatcsh!.
Komiksy vytváří pomocí techniky scratchboard, kdy škrábáním do černého povrchu vysvítá bílý podklad. Vytváří krátké příběhy téměř bez použití slov. Tyto příběhy ovlivněny Ottovým cynickým pesimisme zpravidla končí špatně. Velká část jeho díla vyšla i v Česku v nakladatelství Mot (naposledy R.I.P. Best of 1985–2004 v roce 2010).